# Ci tocca anche Vittorio Sgarbi
Ci tocca anche Vittorio Sgarbi, conosciuto anche con il sottotitolo Or vi sbigottirà (anagramma di Vittorio Sgarbi), è un programma televisivo italiano trasmesso da Rai 1 il 18 maggio 2011 e condotto dal critico d'arte e opinionista Vittorio Sgarbi.
Previsto originariamente in sei puntate, il programma venne sospeso in seguito ai pessimi risultati della puntata di esordio.

## Format
In origine il programma era stato annunciato con due titoli differenti: Il bene e il male e Il mio canto è libero.
Il programma, che annoverava tra i coautori Diego Volpe Pasini e Carlo Vulpio, era stato accolto dagli addetti ai lavori come la risposta "di destra" a Vieni via con me; lo stesso Sgarbi aveva tuttavia contestato questa interpretazione. Il format era imperniato sulla figura del conduttore, che attraverso lunghi monologhi aveva la possibilità di affrontare argomenti afferenti ad aree tematiche molto diverse, apparentemente «senza una scaletta, un filo conduttore, una logica comunicativa».

## Accoglienza
Il tema della prima puntata – l'unica andata in onda – fu Il padre. Ospite fu Morgan, mentre parteciparono al programma anche il figlio ventenne di Sgarbi, Carlo, e suo padre novantenne.
In termini di ascolti, la prima puntata si rivelò un fiasco, ottenendo appena 2 064 000 telespettatori e uno share dell'8,27%, dati significativamente al di sotto delle medie di Rai 1; il programma fu superato per ascolto da quelle contemporanee su Rai 3 (15,63%), Italia 1 (15,05%), Canale 5 (13,34%), Rai 2 (10,59%) e Rete 4 (9,35%). A fronte di questi risultati deficitari il direttore generale della RAI, Lorenza Lei, decise quindi per l'immediata cancellazione.

## Controversie
Già prima della messa in onda il programma venne accompagnato da polemiche per i costi di produzione, ritenuti spropositati: secondo il Fatto Quotidiano, essi ammontavano a otto milioni di euro per tutte le puntate. Il conduttore replicò: «I costi della mia trasmissione sono i costi della cultura. Anche Pompei costa», e querelò poi il quotidiano per la diffusione di quella cifra, definita inverosimile.